# Alternantera krokodylowa
Alternantera krokodylowa (Alternanthera philoxeroides) – gatunek rośliny z rodziny szarłowatych (Amaranthaceae). Występuje jako rodzimy na terenie Ameryki Południowej (Argentyna, Brazylia, Paragwaj i Urugwaj). Zasięg geograficzny alternantery krokodylowej kiedyś obejmował tylko region rzeki Parana w Ameryce Południowej, ale od tego czasu rozszerzył się na ponad 30 krajów, takich jak Stany Zjednoczone, Nowa Zelandia, Chiny i wiele innych. Gatunek uważany jest za inwazyjny. 

## Morfologia
Roślina zielna, dwupienna. Tworzy długie do 10 m pędy (stolony), puste w środku, dzięki czemu unoszą się na powierzchni wody. Liście skrętoległe. Kwiaty są białawe, skupione w kulistawe kwiatostany o średnicy około 13 mm, wyrastające na krótkich szypułkach. 

## Biologia i ekologia
Roślina kwitnie od grudnia do kwietnia. Może rozwijać się zarówno w środowisku suchym, jak i wodnym. Jako roślina inwazyjna A. philoxeroides polega niemal wyłącznie na rozmnażaniu wegetatywnym – w miejscach poza rodzimym występowaniem rzadko wytwarza żywe nasiona. Rozrosnąć się może nawet z małych kawałków łodygi lub z fragmentu liścia. W obszarze naturalnego zasięgu rozprzestrzenia się także za pomocą nasion. 

### Wpływ na roślinność
Obecność tego inwazyjnego gatunku zakłóca naturalny przepływ wody z powodu gęstych skupisk łodyg, jakie tworzy. Skupiska te powodują problem z dostępnością energii słonecznej dla zanurzonych roślin rodzimych. Ponadto z tych samych przyczyn zakłóca regularną wymianę gazów zachodzących pod powierzchnią. Oprócz pogarszania warunków rozwoju rodzimej roślinności wodnej A. philoxeroides może również wpływać na wzrost i plon roślin uprawianych na pastwiskach i polach. Gęste skupiska tych roślin ograniczać przepływ wody używanej w systemach nawadniających i zwiększają prawdopodobieństwo powodzi, które również mogą niszczyć uprawy. 

### Wpływ na zwierzęta
Zwarte skupienia utworzone tego gatunku zmniejszają zróżnicowanie roślinności, co stanowi problem dla roślinożerców, ponieważ spadają zasoby ich pożywienia. Kłębowiska pędów utrudniają zwierzętom dostęp do wody. W efekcie masowe występowanie tego gatunku zmniejsza zróżnicowanie rodzimej fauny. 

### Wpływ na społeczeństwo
Gęste skupiska roślin utrudniają wykorzystanie rekreacyjne akwenów, w tym pływanie łódką czy łowienie ryb. Zakłócenie przepływu może również mieć negatywny wpływ na infrastrukturę, w tym funkcjonowanie małych elektrowni wodnych. Gęste skupiska zapewniają również odpowiednie warunki do rozwoju komarów. Relację pomiędzy tym gatunkiem alternantery a komarami można opisać jako komensalizm, ponieważ komary dostają miejsce wylęgu, a roślina w zamian ani nic nie traci, ani niczego nie zyskuje. Rosnąca populacja komarów może prowadzić do wzrostu ryzyka dla zdrowia ludzi w związku z przenoszeniem różnych chorób.

## Zwalczanie
Eliminowanie gatunku metodami ręcznymi, takimi jak pielenie lub wyrywanie, o ile nie powoduje skutecznego jej usunięcia, może przyczynić się do rozprzestrzenienia rośliny, kolonizującej nowe obszary nawet za pomocą bardzo małych fragmentów pędów. 

### Środki biologiczne i chemiczne
Do biologicznej ochrony alternantery krokodylowej użyto owadów. Najczęściej stosowany i zarazem najskuteczniejszy jest Agasicles hygrophila; został wykorzystany do kontroli biologicznej w Australii, Chinach, Tajlandii, Nowej Zelandii i Stanach Zjednoczonych. Jednak jego skuteczność jest ograniczona z powodu niemożności przetrwania w temperaturach niższych niż 11 °C. Próbowano wypuszczać także inne gatunki owadów np. w Stanach Zjednoczonych: Amynothrips andersoni i Vogtia malloi. Gatunki te powodują natychmiastowe więdnięcie i ograniczają rozmnażanie A. philoxeroides poprzez zasiedlanie jego łodyg. Można stosować również środki chemiczne. Wykazano iż są one bardzo skuteczne, natomiast aby działały muszą być aplikowane regularnie. Przykładami najbardziej użytecznych środków są: glifosat, trichlopyr, fluridon, imazamoks, oraz imazapyr.

## Stan zagrożenia w Europie
Jako rok wkroczenia tego gatunku do Europy podaje się 1971, kiedy w południowo-zachodniej Francji po raz pierwszy zaobserwowano występowanie alternantery krokodylowej. Przez wiele lat gatunek ten nie rozprzestrzeniał się na inne stanowiska i nie uważano go za inwazyjny, albo zagrażający rodzimej przyrodzie. Dopiero w 2000 roku nad rzeką Tarn w południowej Francji zaobserwowano kolejne stanowiska. Pomimo rozprzestrzenienia się gatunku w nowe miejsca, nie uważa się go nadal za zagrażający, gdyż nie tworzy gęstych skupisk i nie jest liczny. W 2013 roku nad jednym z dopływów Renu - rzeką Ouveze odkryto nowe stanowiska. Jedynie w ciągu roku populacja zwiększyła swój areał występowania nawet ponad 150 krotnie (z 10 m kw do około 1500–2000 m kw). Ta szybka ekspansja spowodowała, iż gatunek uznano za inwazyjny w rejonie śródziemnomorskim. Gatunek również był licznie notowany od 2001 roku we Włoszech. Pierwsze stanowisko odkryto w Toskanii, koło Pizy wzdłuż kanału, następnie gatunek uznano za inwazyjny wzdłuż rzeki Arno od miejscowości Signa do Florencji oraz w Lazio w Rzymie wzdłuż rzeki Tevere. Ponadto stanowisko gatunku odnotowano w Parku Narodowym (Circeo) w Borgio Grappa.
Gatunek ten znajduje się na Liście inwazyjnych gatunków obcych uznanych za stwarzające zagrożenie dla Unii Europejskiej.

### Stan zagrożenia w Polsce
Gatunek ten nie został stwierdzony i nie znajduje się na krajowych listach gatunków inwazyjnych lub zagrażających w Polsce. Alternantera krokodylowa to gatunek, który nie toleruje ujemnych temperatur oraz wysokich wahań dobowych temperatury, stąd klimat Polski nie jest dla niego odpowiedni. Gatunek ten nie występuje także w kolekcjach arboretów oraz ogrodów botanicznych w Polsce. Ponieważ znajduje się na liście gatunków inwazyjnych, które mogą stwarzać zagrożenie w UE, obowiązują specjalne zasady dotyczące obrotem tego gatunku na terenie Unii Europejskiej. Gatunek ten nie występuje w obrocie jako roślina akwariowa, a inne gatunki z rodzaju Alternanthera uważane są za ciężkie w hodowli akwariowej i stąd nie cieszą się dużą popularnością.
Uważa się, że jedyne potencjalne siedlisko, które w Polsce mogłoby być zagrożone to zbiorniki z wodą termalną  - czyli o podwyższonej temperaturze w stosunku do innych. Dodatkowym zagrożeniem ze strony tego gatunku w Polsce mogą być globalne zmiany tj. ocieplanie się klimatu, czyli do takiego, który alternantera krokodylowa preferuje.